# 145593 Xántus
145593 Xántus è un asteroide della fascia principale. Scoperto nel 2006, presenta un'orbita caratterizzata da un semiasse maggiore pari a 2,8814202 UA e da un'eccentricità di 0,0638769, inclinata di 9,06410° rispetto all'eclittica.